# Nicholas Patrick
Nicholas James MacDonald Patrick (Saltburn-by-the-Sea, 19 november 1964) is een Brits-Amerikaans voormalig ruimtevaarder. Patrick’s eerste ruimtevlucht was STS-116 met de spaceshuttle Discovery en vond plaats op 9 december 2006. Tijdens de missie werd de P5 Truss-module naar het Internationaal ruimtestation ISS gebracht.
Patrick maakte deel uit van NASA Astronautengroep 17. Deze groep van 32 ruimtevaarders begon hun training in 1998 en had als bijnaam The Penguins. 
In totaal heeft Patrick twee ruimtevluchten op zijn naam staan. Tijdens zijn missies maakte hij drie ruimtewandelingen. In 2012 verliet hij NASA en ging hij als astronaut met pensioen. 